# Bernard Kašpárek
Bernard Kašpárek († 23. července 1699) byl český (resp. moravský) cisterciácký mnich, v letech 1672-1691 opat velehradského kláštera.

## Život
Opatem velehradským se stal Bernard Kašpárek po smrti dosavadního opata Petra Silaveckého, když byl 7. října 1691 do této funkce zvolen komunitou. Pokračoval v barokní přestavbě kláštera, započaté za opata Silaveckého, avšak vedení stavby odňal svému spolubratrovi, cisterciákovi Řehoři Šumickému a vedením prací pověřil Zachariáše Eringera. Tomu dal, mimo jiné, za úkol stavbu co nejvíce urychlit a snížit finanční náklady na ní. Na barokní výstavbě klášterního kostela pracoval zřejmě Giovanni Pietro Tencalla.
V roce 1692 se opat zastal prostých lidí proti Petřvaldským z Petřvaldu ve sporu o využití zemědělské půdy (Petřvaldští nechali z některých luk udělat pole, a poddaní si stěžovali, že nemají kde pást dobytek jak panský, tak klášterní). Dokonce Petřvaldským vyhrožoval soudní žalobou.
Opat rovněž v roce 1693 na olomouckém biskupství požadoval změny hranic farností Jalubí, která byla velehradským cisterciákům inkorporována, aby lidé z Jankovic mohli docházet na bohoslužby do jalubského kostela a nebyli odkázáni na duchovní správu ve vzdálenější farnosti Spytihněv.
Opat Kašpárek zemřel 23. července 1699 a do funkce opata byl následně zvolen Florián Nezorin.